# Ägyptisch-libysche Beziehungen
Die Ägyptisch-libyschen Beziehungen sind das zwischenstaatliche Verhältnis zwischen Ägypten und Libyen. Nachdem Libyen in den frühen 1950er Jahren seine Unabhängigkeit erlangt hatte, waren die Beziehungen zunächst kooperativ. Der Revolutionär Muammar al-Gaddafi wurde von Ägyptens Gamal Abdel Nasser unterstützt und beide Länder versuchten sich zu vereinigen. Libyen unterstützte Ägypten im Jom-Kippur-Krieg von 1973. Später kam es aufgrund der Annäherung Ägyptens an den Westen zu Spannungen. Nach dem ägyptisch-libyschen Krieg von 1977 wurden die Beziehungen für zwölf Jahre ausgesetzt. Seit 1989 haben sich die Beziehungen jedoch stetig verbessert. Mit der schrittweisen Aufhebung der UN- und US-Sanktionen gegen Libyen von 2003 bis 2008 arbeiten die beiden Länder zusammen, um ihre Erdöl- und Erdgasindustrie gemeinsam zu entwickeln.
Im Jahre 2010 arbeiteten zwischen einer und 1,5 Millionen ägyptische Gastarbeiter in Libyen. Mit dem Beginn des Bürgerkrieg in Libyen ab 2014 sank diese Zahl deutlich.

## Geschichte

### Vorgeschichte
Die Nachbarländer Ägypten und Libyen haben historische Beziehungen, die Tausende von Jahren zurückreichen. Die 23. Dynastie Ägyptens war ein Regime libyscher Könige vom Stamm der Mešweš, die zwischen 880 und 734 v. Chr. über Oberägypten herrschten. Die Griechen gründeten in beiden Ländern Kolonien wie Kyrene in Libyen und Alexandria in Ägypten. Von 305 v. Chr. bis 30 v. Chr. wurden Ostlibyen (Kyrenaika) und Nordägypten von den ptolemäischen Griechen regiert. Später wurden Libyen und Ägypten zu Provinzen des Römischen Reichs.
Ägypten, die Kyrenaika und Tripolitanien (Westlibyen) wurden zwischen 639 und 644 von den Arabern erobert und Teil des Umayyaden-Kalifats. Tripolitanien war zeitweise faktisch unabhängig von Ägypten, wie während der Zeit der Aghlabiden-Dynastie von 800 bis 909 n. Chr., während die beiden Länder zu anderen Zeiten vereint waren, wie unter dem Fatimiden-Kalifat von 909 bis 1171 n. Chr. Ägypten wurde 1517 Teil des Osmanischen Reiches, Tripolis folgte 1555. Beide Länder verfügten über jedoch eine beträchtliche Autonomie.
Ab 1882 war Ägypten zwar nominell unabhängig, stand aber faktisch unter der Kontrolle Großbritanniens, während Italien 1912 in Libyen einmarschierte und es besetzte. Die ägyptisch-libysche Grenze war während des Zweiten Weltkriegs Schauplatz heftiger Kämpfe zwischen den Briten und den verbündeten deutschen und italienischen Streitkräften, die ihren Höhepunkt in der Zweiten Schlacht von El Alamein im Oktober/November 1942 fanden, durch die die Bedrohung der Briten in Ägypten endgültig beseitigt wurde und die zur Vertreibung Italiens aus Libyen führte.

### Ägyptisch-libysche Beziehungen nach 1950

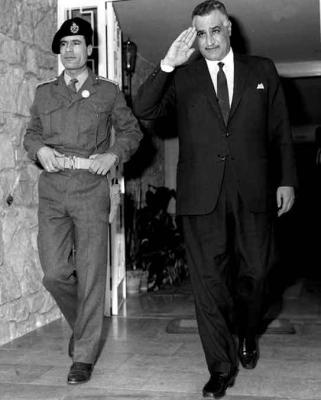
Muammar al-Gaddafi und Gamal Abdel Nasser (1969)

Libyen erklärte im Dezember 1951 unter König Idris I. seine Unabhängigkeit als Königreich Libyen. Ägypten löste sich mit der ägyptischen Revolution von 1952 vom britischen Einfluss. Der Anführer dieser Bewegung der Freien Offiziere, Gamal Abdel Nasser, wurde 1956 zweiter Präsident der Republik Ägypten. Im Jahr 1969 führte ein junger Offizier namens Muammar Gaddafi einen Putsch an, der die Monarchie von König Idris stürzte, wobei er von Nasser inspiriert war. Die beiden Staaten begannen eng zusammen zu arbeiten und waren durch die gemeinsame Ideologie des arabischen Sozialismus verbunden. Beide Länder förderten infolgedessen die wirtschaftliche und politische Integration ihrer Länder. Gaddafi verfolgte eine radikale Politik und unterstützte unter anderem den Panarabismus. 1972 wurde eine Föderation Arabischer Republiken gegründet, die aus Libyen, Ägypten und Syrien bestand, jedoch 1977 stillschweigend aufgegeben wurde.
Gaddafi begann nach seiner Machtübernahme, die Öleinnahmen Libyens für den Aufbau der libyschen Streitkräfte zu verwenden und kaufte Mirage-III-Jets und andere Ausrüstung aus Frankreich. Viele der Kampfflugzeuge wurden heimlich nach Ägypten verlegt, wo ägyptische Piloten in Vorbereitung auf einen erneuten Angriff auf Israel trainierten, um die im Sechstagekrieg 1967 verlorenen Gebiete zurückzuerobern. Der ägyptische Angriff, mit Unterstützung einer Panzerbrigade und zwei Mirage-III-Jagdgeschwadern aus Libyen (ein Geschwader wurde von Ägyptern geflogen) startete am 6. Oktober 1973 den Jom-Kippur-Krieg. Trotz anfänglicher Erfolge gingen die Israelis jedoch schnell von der Verteidigung zum Angriff über, und nach drei Wochen wurde ein Waffenstillstand vereinbart. Bei den anschließenden Verhandlungen über ein dauerhaftes Abkommen mit Israel und die Rückgewinnung des Sinai schlug sich Ägypten unter Nassers Nachfolger Anwar as-Sadat im Kalten Krieg entschieden auf die westliche Seite, ein Politikwechsel, der von vielen arabischen Staaten, darunter auch Libyen, als Verrat an der gemeinsamen Sache empfunden wurde.
Nach dem Jom-Kippur-Krieg verfolgte Sadat eine Politik des Entgegenkommens gegenüber der israelischen Regierung und nahm im Dezember 1973 zusammen mit Vertretern der USA und der Sowjetunion an einer Friedenskonferenz in Genf teil. Die libysche Reaktion auf die Genfer Konferenz war negativ, da Gaddafi sie als kontraproduktiv für die arabische Einheit betrachtete. Nach zunehmenden diplomatischen Spannungen ließ Gaddafi im Juni 1977 die 225.000 Ägypter in Libyen ausweisen. Im Juli 1977 kam es zu mehreren Gefechten an der Grenze, nachdem libysche Artillerieeinheiten die ägyptische Grenzstadt Sallum beschossen hatten. Nach viertägigen Kämpfen mit schweren Verlusten auf beiden Seiten einigten sich die beiden Länder auf Drängen des algerischen Präsidenten auf einen Waffenstillstand. Obwohl Libyen den „Sieg“ für sich beanspruchte, schadete der Verlust der ägyptischen Arbeiter der libyschen Wirtschaft.

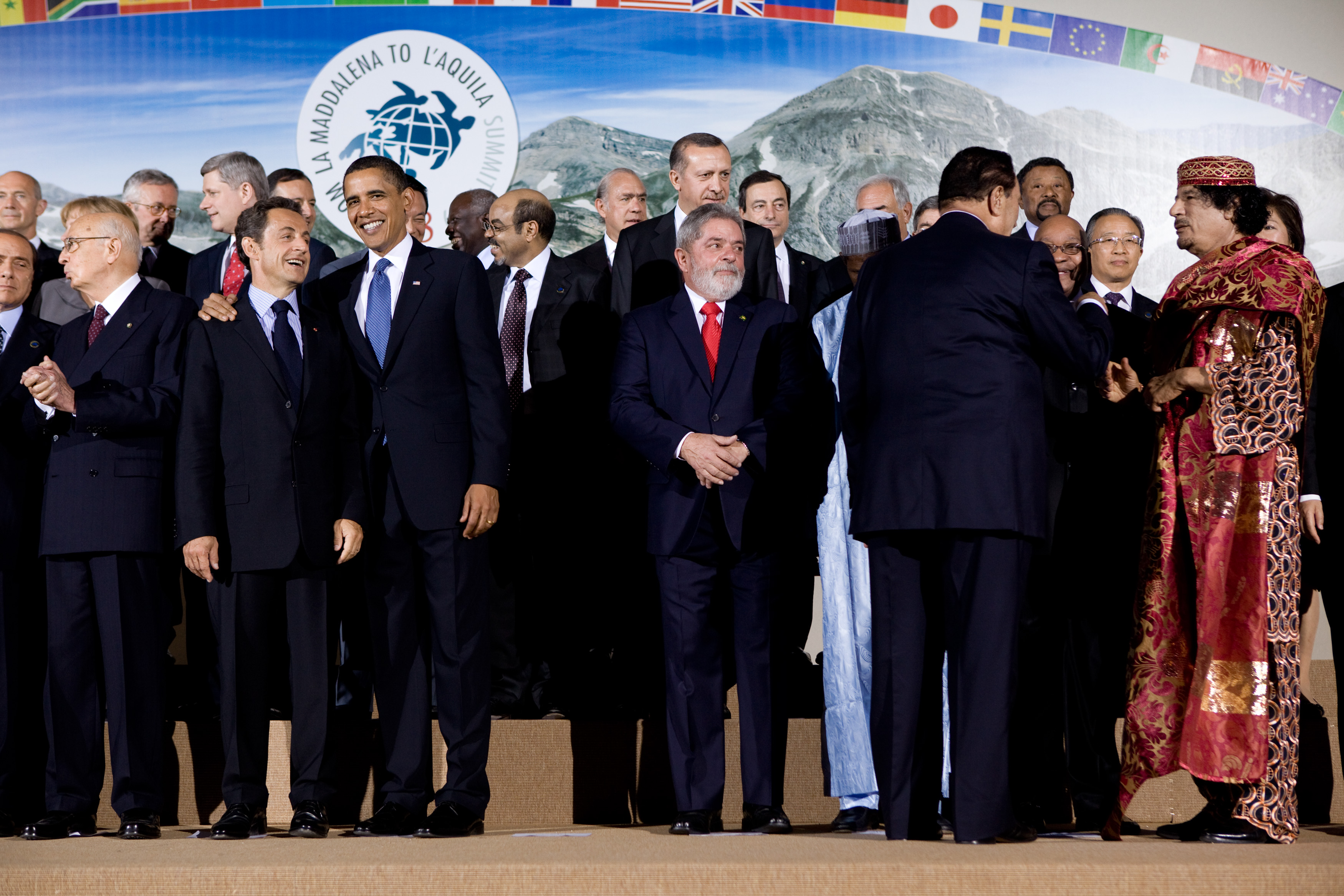
Hosni Mubarak und Muammar al-Gaddafi gegen sich die Hand 2008 (rechts)

Nach dem Krieg von 1977 waren die Beziehungen über ein Jahrzehnt lang feindselig. Nach dem Friedensvertrag zwischen Israel und Ägypten 1979 war Ägypten in der gesamten arabischen Welt isoliert. Noch im November 1988 erklärte Libyen, es werde die diplomatischen Beziehungen zu Ägypten nicht wieder aufnehmen, solange Ägypten Beziehungen zu Israel unterhalte. Im Oktober 1989 besuchte Gaddafi jedoch zum ersten Mal seit sechzehn Jahren Ägypten und die Beziehungen wurden wieder normalisiert. Die 1990er und frühen 2000er Jahren sahen eine Intensivierung der bilateralen Beziehungen mit dem Abschluss zahlreicher gemeinsamer Abkommen und Ägypten half Gaddafi durch Vermittlung seine diplomatische Isolation zu überwinden. Im Mai 2006 schlug Libyen bei einem Besuch des sudanesischen Präsidenten Umar al-Baschir in Tripolis eine dreiseitige Union zwischen Libyen, dem Sudan und Ägypten vor.
Mit dem Arabischen Frühling kam es in Libyen 2011 zum Sturz Gaddafis und das Land versank im Bürgerkrieg. Im Februar 2015 veröffentlichte der Islamische Staat ein Video, das die Enthauptung von 21 koptischen Christen in Libyen zeigte, die in Libyen arbeiteten, was weltweit für Schlagzeilen sorgte. In Reaktion darauf ließ Ägypten seine Luftwaffe Stellungen des IS in Libyen bombardieren. Im libyschen Bürgerkrieg unterstützte Ägypten unter Präsident Abd al-Fattah as-Sisi zuerst General Chalifa Haftar, nahm jedoch aufgrund ausbleibender militärischer Erfolge Haftars später eine neutrale Position ein und versuchte zwischen den Kriegsparteien zu vermitteln. Ägypten begrüßte die Formierung einer Regierung der nationalen Einheit in Libyen, und kurz darauf, im Februar 2021, besuchte der libysche Premierminister Abdul Hamid Dbeiba Kairo und traf mit dem ägyptischen Präsidenten as-Sisi zusammen, der seine Unterstützung für die neue Regierung zum Ausdruck brachte.

## Wirtschaftsbeziehungen
Der Handelsaustausch zwischen beiden Ländern lag im Jahre 2023 bei 1,7 Milliarden US-Dollar, wovon 1,6 Milliarden ägyptische Exporte nach Libyen waren. Ägyptische Gastarbeiter spielen eine große Rolle im Bauwesen und im Erdölsektor in Libyen. Während Ägypten einen Überschuss an Arbeitskräften ausweist, ist Libyen dünn besiedelt, verfügt jedoch über beträchtliche Rohstoffvorkommen. Es gab 2023 Pläne für die Errichtung einer Erdgaspipeline zwischen Ägypten und Libyen.